# بخش کروک، شهرستان تراورس، مینه سوتا
بخش کروک (به انگلیسی: Croke Township) یک منطقهٔ مسکونی در ایالات متحده آمریکا است که در شهرستان تراوس، مینه‌سوتا واقع شده‌است.
 بخش کروک ۹۳٫۰ کیلومتر مربع مساحت و ۸۴ نفر جمعیت دارد و ۳۱۷ متر بالاتر از سطح دریا واقع شده‌است.